# Тяньюаньский человек

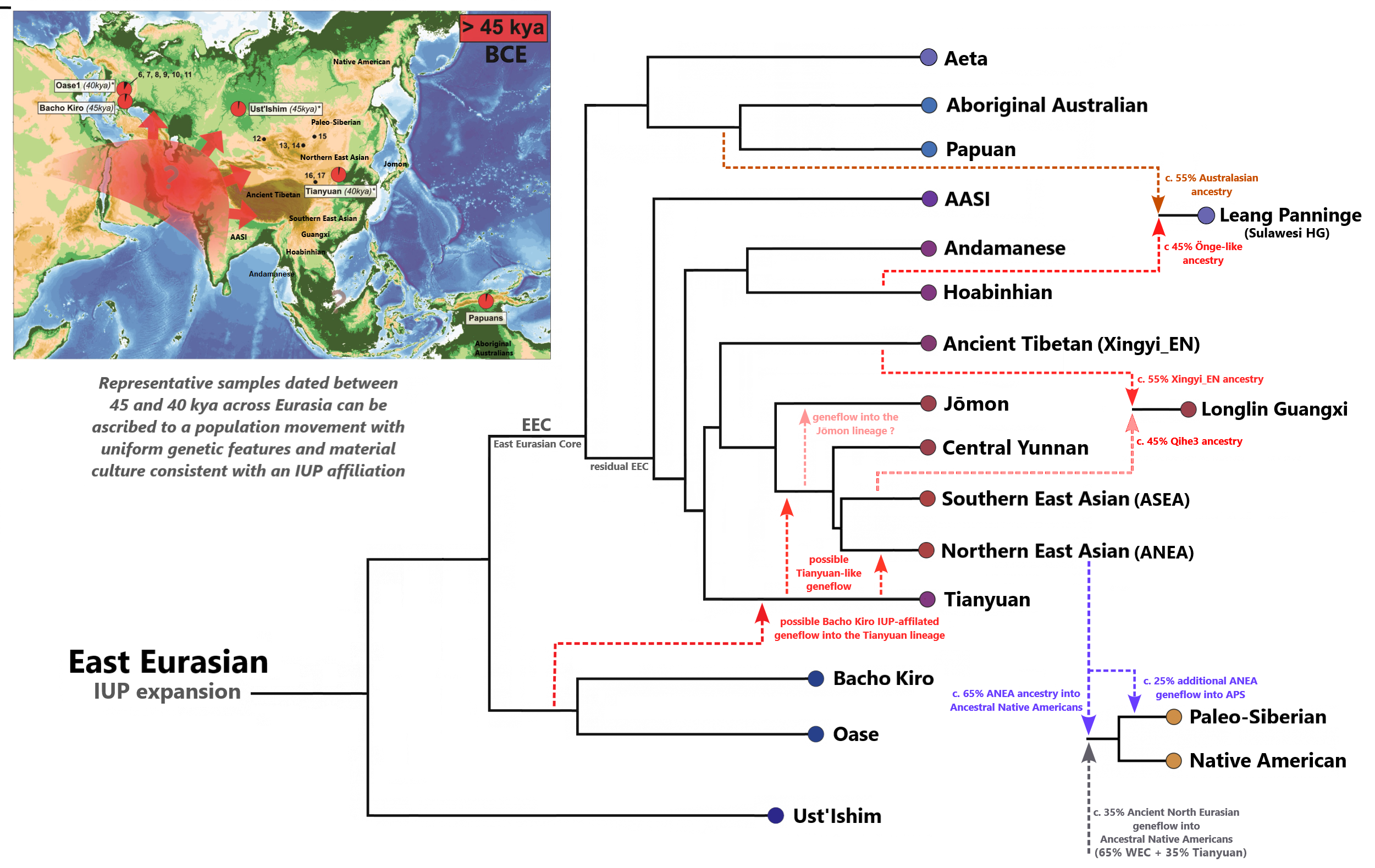
Филогенетическое положение линии Тяньюань среди других восточноевразийцев

Тяньюаньский человек (кит. трад. 田園洞人, упр. 田园洞人, пиньинь Tiányuándòng Rén) — останки одного из самых ранних современных людей, населявших Восточную Азию. В 2007 году исследователи обнаружили 34 фрагмента костей, принадлежащих одному человеку, в пещере Тяньюань недалеко от Пекина. Радиоуглеродное датирование показывает, что возраст костей составляет от 42 000 до 39 000 лет, что может быть немного моложе, чем находки костей аналогичного возраста в пещерах Ниах в Сараваке на острове Борнео (Малайзия).
Ничего не известно напрямую о материальной культуре этого человека, поскольку до сих пор на этом месте не было найдено никаких артефактов или других культурных остатков. Изотопный анализ показывает, что значительную часть его рациона составляла пресноводная рыба.

## Морфология
Человек из пещеры Тяньюань считается ранним современным homo sapiens. У него отсутствуют некоторые черты нижней челюсти, характерные для поздних архаичных людей Западной Евразии, что указывает на его расхождение. На основании скорости стирания окклюзионных поверхностей зубов предполагается, что он умер в возрасте от 40 до 50 лет. Наблюдаемые производные черты современного человека и высокий индекс бедренной кости у Тяньюань 1 предполагают «некоторое относительно недавнее происхождение среди более экваториальных популяций».

## Палеогенетика
Первый анализ ДНК останков (фокусированный на мтДНК и хромосоме 21) был опубликован в 2013 году и показал, что человек из Тяньюань связан «со многими современными азиатами и коренными американцами» и уже генетически отделился от предков современных европейцев. Он принадлежал к материнской гаплогруппе B, и отцовской гаплогруппе K2b.
Полногеномный анализ подтвердил близкое родство Тяньюаньского человека с современными восточноазиатскими и юго-восточноазиатскими аборигенами; он также показал, что он не является прямым предком современных популяций, а скорее представляет собой глубоко дивергировавшего члена восточно- и юго-восточноазиатской (ESEA) линии, базальной для всех более поздних популяций Восточной и Юго-Восточной Азии. Было установлено, что Тяньюаньский человек был частью начальной волны верхнего палеолита (>45 тыс. лет назад), «приписываемой движению населения с единообразными генетическими признаками и материальной культурой» (древние восточные евразийцы), и разделяющей глубокое родство с другими древними образцами, такими как Бачо Киро, Пештера-ку-Оасе, Усть-ишимский человек, а также предками современных папуасов (австралазийцев). Предполагается, что линия, предковая Тяньюаньскому человеку (названная линией «ESEA»), отделилась от древних восточных евразийцев после расселения по Южному маршруту и впоследствии разделилась на линию Хоабиньхай, линию Тяньюань и линию, предковую для всех современных жителей Восточной и Юго-Восточной Азии.
Популяция, подобная Тяньюань, внесла около 32-50 % предков древних северных евразийцев, а остальное составило раннее западное евразийское происхождение, представленное образцом Костёнки-14. Образец возрастом около 34 000 лет из Северной Монголии (Салхит) имеет приблизительно 83 % предков от популяции, подобной Тяньюань, а остальное (17 %) получено от популяции, подобной Костёнки-14. Индивидуум из Салхита продемонстрировал сложную связь с древними северными евразийцами.
Тяньюаньский человек также демонстрирует уникальное генетическое родство с GoyetQ116-1 из пещер Гойет в провинции Намюр, Бельгия. GoyetQ116-1 разделяет больше аллелей с тяньюаньским человеком, чем любой другой древний индивидуум из Западной Евразии. Предполагается, что образец GoyetQ116-1 получил 14-23 % предков от ранней восточно-евразийской популяции, отдаленно связанной с Тяньюаньским человеком.
Базальное восточноазиатское или «глубокое азиатское» происхождение, представленное тяньюаньскими или андаманскими онге, способствовало заселению Юго-Восточной Азии, следуя австралазийскому происхождению и предшествовавшему мезолитическому и неолитическому расширению древних южно-восточных азиатов, связанному с распространением австроазиатских и австронезийских языков.
Тяньюаньский человек также разделяет больше аллелей с южноамериканскими популяциями, такими как суруи и каритиана в Бразилии и чане на севере Аргентины и юге Боливии, чем с другими коренными американцами.